# Кейп, Анхел
Анхел Алберта Кейп (англ. Anhel Alberta Cape; род. 14 мая 1978) — бисау-гвинейская легкоатлетка, выступавшая в беге на средние дистанции. Участница летних Олимпийских игр 2000 и 2004 годов. Первая женщина, представлявшая Гвинею-Бисау на Олимпийских играх.

## Биография
Анхел Кейп родилась 14 мая 1978 года.
В 1999 году участвовала в чемпионате мира по лёгкой атлетике в Севилье. В беге на 800 метров заняла в четвертьфинальном забеге, последнее, 8-е место с результатом 2 минуты 19,79 секунды.
В 2000 году вошла в состав сборной Гвинеи-Бисау на летних Олимпийских играх в Сиднее. В беге на 800 метров заняла в четвертьфинальном забеге последнее, 7-е место при одной не финишировавшей, показав результат 2.17,05 и уступив 15,91 секунды попавшей в полуфинал с 5-го места Шермейн Хоуэлл с Ямайки.
Кейп стала первой женщиной, представлявшей Гвинею-Бисау на Олимпийских играх.
В 2004 году вошла в состав сборной Гвинеи-Бисау на летних Олимпийских играх в Афинах. В беге на 800 метров в четвертьфинальном забеге не смогла завершить дистанцию.

## Личный рекорд
- Бег на 800 метров — 2.13,59 (2000)[4]